# يوسف بن عابد الحسني
يوسف بن عابد الحسني (965 - 1048 هـ) فقيه صوفي مغربي من رجال الطريقة الشاذلية. قضى بدايات عمره متنقلا في طلب العلم بين بلاد أنكاد وتلمسان، ثم غادر موطنه أنكاد وارتحل إلى فاس ومراكش وطنجة وتونس وطرابلس ومصر والحجاز واليمن وحضرموت يطلب العلم ويطلب الفتح على مشايخ وقته، واستقر به المقام في قرية مريمة إلى أن توفي. وهو جد عائلة آل الحسني بحضرموت.

## نسبه
يوسف بن عابد بن محمد بن عمر بن إبراهيم بن عمر بن عيسى مخوخ بن ميمون أبي الوكيل الإدريسي الحسني، من أشراف بني وكيل نواحي العيون الشرقية بالمغرب الشرقي. وغلب عليه لقب "الفاسي" لأجل إقامته فيها لكونها دار آبائه الأدارسة.

## مولده ونشأته
ولد حوال الفيضة بسهل أنكاد الواقعة شمال شرق المغرب سنة 965 هـ، ووالدته منصورة بنت عبد الله بن عمر الوكيلي ابنة عم والده، وقد أدرك من حياة والده عشر سنين. نشأ يوسف بن عابد في طلب العلم وبدأ دراسته بمسقط رأسه، فقرأ القرآن، وحفظ المتون والرسائل في الفقه والأصول على مذهب الإمام مالك. وكانت له ترددات ما بين بلاده وبلاد تلمسان، ومنها مدينة وجدة، إلى أن انتقل إلى مدينة فاس سنة 985 هـ لإتمام تعليمه، فأخذ بها عن عدد من المشايخ، وتعددت العلوم التي عمل على اكتسابها منذ إقامته بمدينة فاس، فأتم حفظ القرآن بها، كما أخذ بعض علوم عصرها كعلم الحساب وعلم اليواقيت والنجوم، وحفظ «الآجرومية» و«شرح الألفية» للمكودي، واطلع على «رسالة ابن أبي زيد القيرواني».

## شيوخه
كانت له مشيخة كبيرة ابتداءًا من بلاد المغرب وانتهاءًا ببلاد المشرق، وإجازات متعددة حصل عليها في علوم العربية، وعلوم القرآن، والحديث، والفقه، والأصول، والتصوف في رحلته التي استمرت أكثر من عشرين سنة، وقد بسط الكثير منهم في نبذة اسماها «الدرة الفاخرة في ذكر من لقيته من رجال الآخرة». فمن مشايخه الذين أفاد منهم:
| - والده عابد بن محمد الوكيلي - خاله عمر بن عبد الله الوكيلي - موسى الوجدي - أحمد القناوي - محمد أبو شتاء - عبد الله بن علي الحجام - محمد بن علي بن ريسون | - محمد بن عبد الله الهبطي - موسى بن علي الرياحي - أحمد السياح - عبد الله بن حسون السلاوي - أحمد بن عمر العروسي - أبو القاسم بن عبد الله الزموري - أحمد بن علي المنجور | - عبد الواحد بن أحمد الحميدي - أحمد بن حميدة المطرفي - عبد القادر بن محمد الحمياني - طاهر بن علي السبتي - أحمد بن العلاء المكناسي - عبد الله بن عبد الجليل الحارثي - يوسف بن محمد الفهري | - عبد الملك بن جابر الهشتوكي - خديجة بنت أحمد الطرابلسي - محمد بن علوش الخشني - محمد بن محمد بن محمد البكري - أبو بكر بن سالم مولى عينات - عبد الله بن شيخ العيدروس - عبد الرحمن بن أحمد شهاب الدين |

## رحلته لطلب العلم
استقر يوسف بن عابد في مدينة فاس لطلب العلم، وصار يتردد على مدارس المدينة للتفقه في الدين وأخذ القرآن والتماس مجالس العلماء والأولياء، منها مدرسة الوادي حول جامع الأندلس ومدرسة مصباح حول جامع القرويين. وبقي معتكفا على طلب العلم لا يدري بما في هذه المدينة ولا بما في أسواقها ولا بما في شوارعها ولا أبوابها، وقد ذكر له أحد أهل المدرس ما فيها من معالم فقال له: "ما جئنا من أوطاننا وتركنا ما يجب على أمثالنا من الأمور الواجبة التي لا يقوم بمثلها إلا أمثالنا، وتركنا الإخوان قائمين بما يجب علينا من الإقامة بذلك، فكيف تجوز لنا الغفلة فيما كان بسبب خروجنا من الوطن والأهل مع ما تركت لهم من الكفاية لنا الجميع، الله يتفضل علينا مع تمام مقصودنا".
ثم خرج من مدينة فاس إلى مدينة مكناس ونواحيها للأخذ عن من كان فيها من الأولياء الأحياء منهم والأموات، ثم حصل وقت نشر العلم والأحاديث في فاس فرجع إليها، وحضر المجالس العلمية بجامع القرويين، وقرأ على العلماء والمشايخ القائمين بوظائف ذلك، في الفقه والحديث والتفسير وغيرها من العلوم.
وفي سنة 988 هـ تسبب الجفاف الذي أصاب موطنه بلاد أنكاد إلى نزوح أهلها من العرب والعجم، ولا بقي في جهات أنكاد إلا من كان مدخرا قوت من يعوله، ومن جملة من نزح من أهل أنكاد آل أبي الوكيل الذين هم قرابته، وجاور أهله حول مدينة فاس في مكان يسمى وادي اللبن، وكتب الله أن جاء بهم أجلهم إلى هذه البلاد، فماتت والدته وإخوانه وماتوا من أولاد عمومته أكثر من عشرين، وكذلك جماعة غيرهم في شهر رجب من تلك السنة. وكان يوسف يزور قبورهم في كل شهر، يخرج إليهم من فاس يزورهم ويقرأ عليهم.
ولما انقضت المواعيد لدروس العلم ودخل وقت الربيع، وتعطلت المواعيد التي كان يجلس فيها مع المشايخ، خرج في شهر صفر من شهور سنة 990 هـ إلى المغرب الأقصى، وزار من بها من الأولياء والصالحين وأهل الخير في سلا ومراكش وتارودانت والساقية الحمراء، ثم رجع إلى فاس. بعدها انطلق في رحلة طويلة إلى جهة الشرق وكان طلب العلم هو السبب الرئيسي لرحلته، فذهب إلى تافيلالت وفكيك، ثم عبر الصحراء إلى قابس وجربة وطرابلس وكان يقتبس من بركات علمائها كل من لقيهم، ثم توجه إلى مصر وحيدا سالكا طريق برقة المعروفة إلى أن دخل إسكندرية، وأقام فيها أياما، ثم قيل له أن محمد بن أبي الحسن البكري لن يحج هذه السنة، ومن عادته إذا ما حج زار قبر أحمد البدوي، فتوجه يوسف إلى قرية طنطا المقبور فيها أحمد البدوي، وأقام فيها إلى أن وفد محمد البكري وعياله، فسار إليه وأخبره عن سبب قدومه لما سمعه في مجالس العلماء ومن ينتمي إلى طريقة الصوفية عنه، فأكرمه وأثنى على أهل المغرب بالخير وطلبهم للزيارة. ثم رجع البكري قافلا إلى القاهرة، ودخل معه يوسف بإشارته، وكان يتردد ما بين جامع الأزهر، وما بين بيت محمد البكري نحو خمسة عشر يوما، ثم أشار إليه البكري بزيارة النبي والحج، فركب البحر ودخل مكة في اليوم العاشر من رمضان سنة 991 هـ. فأقام بها وزار المدينة إلى أن حج في تلك السنة. ثم خرج إلى جدة وركب في مراكب اليمن وذلك في شهر محرم من شهور سنة 992 هـ، ووصل بندر جازان وأقام عند المشايخ آل حكمي، ثم ارتحل مع قافلة خارجة إلى الجوف وجاء إلى أبي بكر بن سالم في بيته المعروف بقرية عينات ببلاد حضرموت مع زوار كثير خرجوا من وادي بيحان للقائه، وصل إليه في الثاني عشر من شهر ربيع الثاني، وحكى له عن سبب مجيئه، فقال أبو بكر بن سالم لمن عنده: "هذا الشريف الذي وعدتكم بوصوله إلينا"، فزاد أهل حضرموت محبة فيه ورغبة، وأقام عندهم فترة ثم عزم إلى قرية يشبم، فصام رمضان عند شيخ من مشايخ تلك الجهة اسمه عبيد بن عبد الملك، ثم رجع إلى شيخه أبي بكر بن سالم في شهر ذي الحجة ولازمه إلى أن توفي في نهاية ذلك الشهر.
وبعد وفاة شيخه أبي بكر بن سالم عقد النية على العودة إلى جهة بلاده بالمغرب، فتوجه راجعا وبات ليلة في قرية روغة، ثم دخل مدينة تريم وقابل سادات آل أبي علوي فأجازوه وحكّموه، واستمر في سيره إلى أن دخل سيئون فطُلب منه تدريس «عقيدة السنوسي» في علم التوحيد المسماة بالصغرى وشرحها بجامع سيئون، فانتظم في سلك المدرسين وشاع خبره بهذا العلم، وكانوا أناس يحضرون من قرية تسمى مريمة فطلبوه للضيافة عندهم، وكانوا يسمعون كل أمره حتى خطب له أحدهم ابنته فعقد عليها في آخر شهر صفر من سنة 993 هـ، فكان ذلك سبب توطنه بأرض حضرموت وإنما كان مراده الرجوع إلى بلاده لينتفع به وبعلمه غيره من أهل تلك الجهات. وقام أهل مريمة ببناء بيت له في القرية واستقر بها، ثم عزم على المسير إلى بلاد مأرب وتزوج بها سنة 998 هـ وأقام ببلدة الحزمة إلى سنة 1014 هـ وهي السنة التي ذهب فيها إلى مكة للحج، ثم رجع إلى اليمن آخذًا طريق تهامة لزيارة الصالحين والعلماء الذين في التهائم، ووصل عائدا إلى الحزمة في ربيع الأول سنة 1019 هـ ومنها عاد إلى مريمة بعد غيبة طويلة عن حضرموت، وبقي يتردد بين الحزمة ومريمة لأجل أولاده وأرحامه الذين هم فيها إلى أن توفاه الله بقرية مريمة.

## مذهبه
قال يوسف بن عابد في «رحلته» مخاطبًا ذريته: "واعلموا حفظكم الله أني ذكرت في هذه الخاتمة سبب هجرتي إلى حضرموت، وأني متمسك بمذهب آبائي وأجدادي بالمغرب... ومذهبنا في المغرب على الإمام مالك رضي الله عنه،... وكذلك عيالي وبناتي على مذهب الإمام مالك، وحصلت لهم من كتب الفقه على مذهب الإمام مالك ما يتمسكون به بالاقتداء بالوسائط الذين هم واسطة بيننا وبين الإمام مالك رضي الله عنه". ولكن ذريته تحولوا بعده إلى المذهب الشافعي بحكم البيئة والاختلاط بالمجتع الشافعي، مع قلة المحافظة على التلقي والتسلسل الفقهي.

## ذريته
تزوج في حضرموت ومأرب عدة مرات بلغن سبع زيجات، ولا حمل منهن له إلا فاطمة بنت أحمد بن عمر الحارثي الكندي في مريمة أنجبت له عائشة وعابد وأبو الوكيل، وشوق بنت عبد الله بن محمد الجنبي المذحجي في الحزمة أنجبت له أبو القاسم ومحمد وفاطمة وسلطانة وعمر وبنت ماتت صغيرة، ولا زالت ذريته منتشرة إلى يومنا هذا، وعرفوا بآل الحسني.

## وفاته
توفي بقرية مريمة بالقرب من مدينة سيئون سنة 1048 هـ، وبنيت على ضريحه قبة.

### استشهادات
1. ↑  الحبشي، عبد الله بن محمد (2004). مصادر الفكر الإسلامي في اليمن. أبوظبي: المجمع الثقافي. ص. 511.
2. ↑  الحسني، يوسف بن عابد (1988). ملتقط الرحلة من المغرب إلى حضرموت. الدار البيضاء، المغرب: المدارس للنشر والتوزيع.
3. ↑  شباب، عبد الرحمن (يوليو 2023). "رمزية المكان وطقوس عبوره في رحلة ابن عابد الفاسي". مجلة مدارات تاريخية. تبسة، الجزائر: مركز المدار المعرفي للأبحاث والدراسات. ج. 4 رقم  3.
4. ↑  دادي، مارية (2004). تاريخ مدينة وجدة: من التأسيس إلى سنة 1830 م. وجدة، المغرب: كلية الآداب والعلوم الإنسانية، جامعة محمد الأول. ج. الثاني. ص. 326.
5. ↑  ماء العينين، أخيار بن مامينا (2005). الشيخ ماء العينين: علماء وأمراء في مواجهة الاستعمار الأوروبي. الرباط، المغرب: مؤسسة الشيخ مربيه ربه لإحياء التراث والتبادل الثقافي. ج. الأول. ص. 58.
6. ↑  "الفقيه العلامة الشريف سيدي يوسف بن عابد بن محمد الحسني الفاسي". الطريقة الشيخية الشاذلية.
7. ↑  المنوني، محمد بن عبد الهادي (1983). المصادر العربية لتاريخ المغرب (PDF). الرباط، المغرب: كلية الآداب والعلوم الإنسانية، جامعة محمد الخامس. ج. الأول. ص. 155.
8. ↑  المقري، بدر أحمد (2006). خطط المغرب الشرقي (PDF). سلا، المغرب: وزارة الأوقاف والشؤون الإسلامية. ص. 26.
9. ↑  العلبي، أكرم حسن (1991). تكملة شذرات الذهب في أخبار من ذهب. دمشق، سوريا: دار الطباع. ج. الأول. ص. 701.
10. ↑  السقاف، عبد الرحمن بن عبيد الله (2005). إدام القوت في ذكر بلدان حضرموت. جدة، السعودية: دار المنهاج. ص. 752. مؤرشف من الأصل في 2022-08-23.
11. ↑  باذيب، محمد بن أبي بكر (2009). جهود فقهاء حضرموت في خدمة المذهب الشافعي. عمان، الأردن: دار الفتح. ج. الأول. ص. 173.
12. ↑  بلفقيه، علوي بن محمد (1994). من أعقاب البضعة المحمدية الطاهرة "مشجر البضعة المحمدية الطاهرة". تريم، اليمن: دار المهاجر. ج. الأول. ص. 91.
13. ↑  الحبشي، أيمن بن محمد. إتحاف الأحبة في بيان مشتبه النسبة (PDF). ص. 27.
14. ↑  الجمعية المغربية للتأليف والترجمة والنشر (2005). معلمة المغرب (PDF). الرباط، المغرب: مطابع سلا. ج. الثاني والعشرون. ص. 7612.

## وصلات خارجية
- رحلة غريبة لشخص غريب... - وزارة الأوقاف والشؤون الإسلامية بالمملكة المغربية.
- مُلْتَقَط الرِّحلة ليوسف بن عابد الفاسي (ت1048ھ) - الرابطة المحمدية للعلماء.